# Trbovlje
Trbovlje (em alemão:  Trifail) é um município da Eslovênia. A sede do município fica na localidade de mesmo nome. Trbovlje é uma localidade mineira localizada a 89 km da capital Ljubljana. Após a queda da ex-Jugoslávia e a independência eslovena, Trbovlje passou a ser uma cidade administrativa principalmente dedicada ao comércio. É célebre a enorme chaminé de Trbovlje, com 364 m de altura.
O grupo Laibach, de música industrial, é proveniente desta cidade.

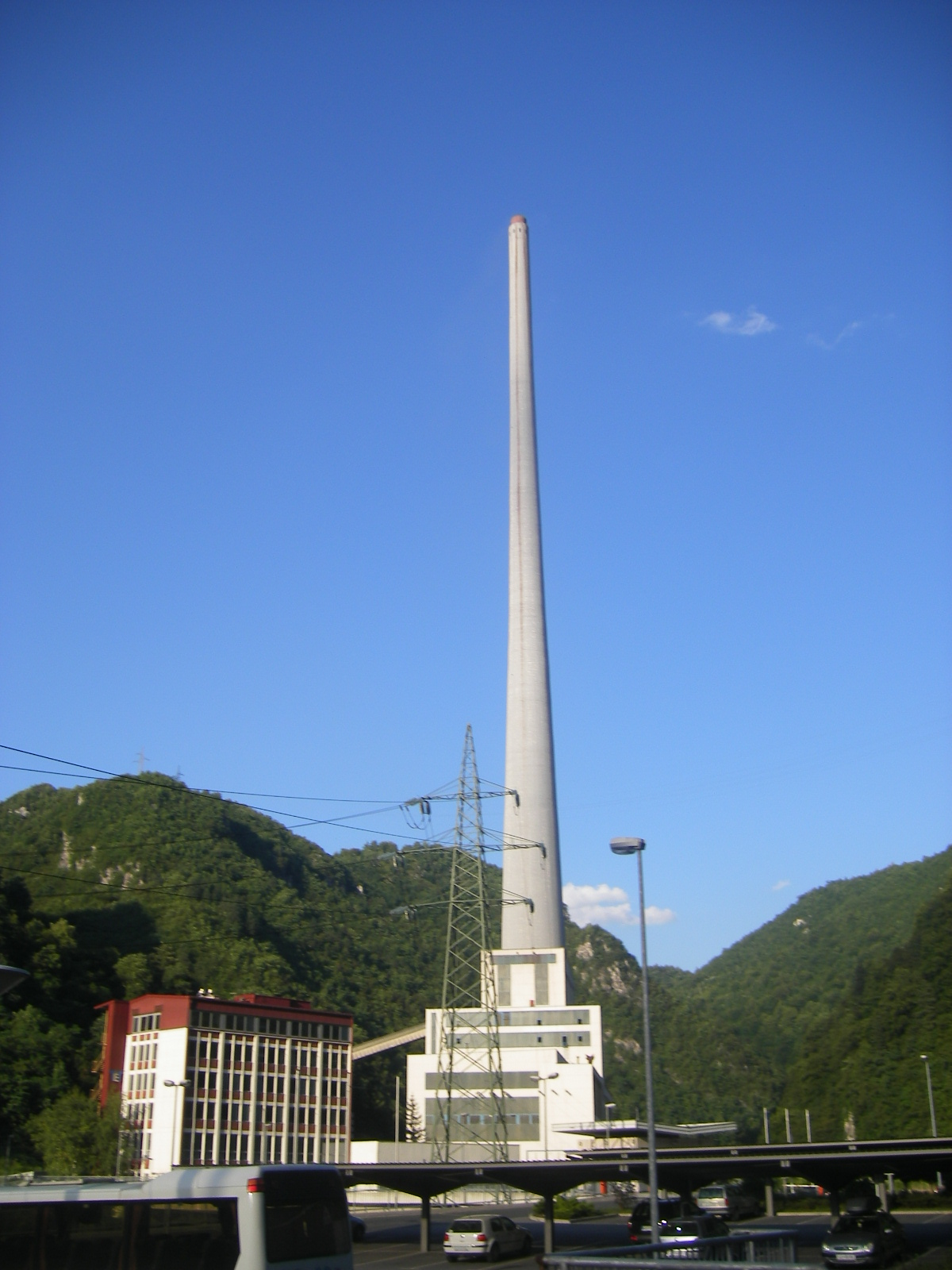
Chaminé de Trbovlje